# Yakage
Yakage (矢掛町, Yakage-chō) est un bourg du district d'Oda, dans la préfecture d'Okayama, au Japon.

## Géographie

### Démographie
Au 1er février 2015, la population de Yakage s'élevait à 14 410 habitants répartis sur une superficie de 90,62 km2.